# Cupressus torulosa
Cupressus torulosa, el ciprés del Himalaya, es una especie arbórea de la familia de las cupresáceas. 

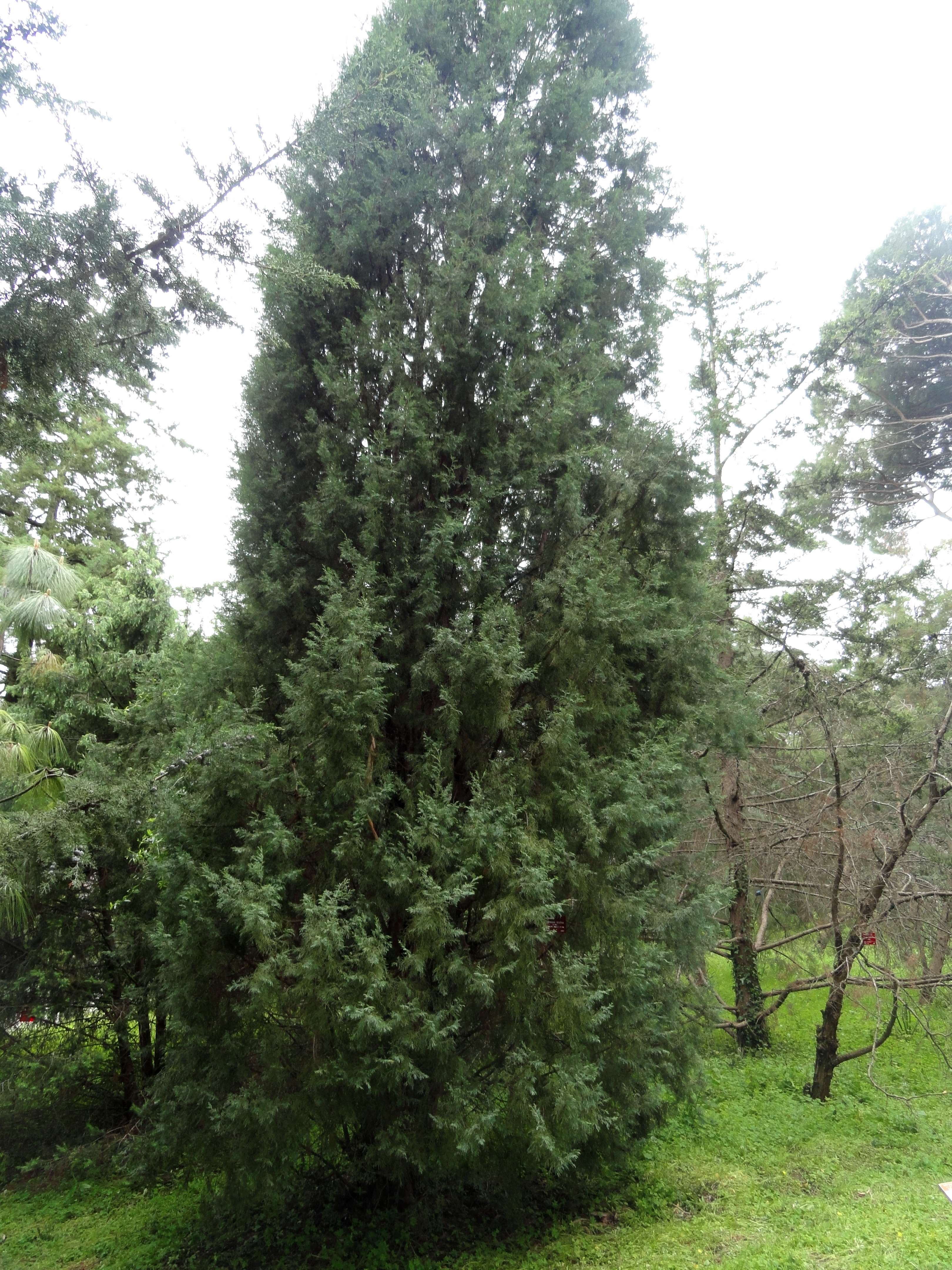
Vista del árbol

## Descripción
Son árboles de hasta 30 m de altura con ramas extendidas y ramillas colgantes. Las cortezas se despegan en tiras largas. Hojas estrechamente adpresas. Los conos masculinos de 5 mm de largo. Conos femeninos de 15-20 mm ancho, globosos, escamas 06.10 cada uno con una punta ± curvada. Semillas comprimidas, con ala estrecha.

## Distribución y hábitat
Esta especie se encuentra en el Himalaya desde los 300 hasta los 1800 m y en caliza en Sichuan, China y Vietnam. Procede del oeste del Himalaya. Se trata de una especie rara cuyo uso se desaconseja por ser alergénica. Tiene una forma densa. Sus ramos son delgados y bastante aplanados, siendo una de sus características que el follaje es colgante y la corteza muy fibrosa.

## Taxonomía
Cupressus torulosa fue descrita por David Don ex Lamb. y publicado en A Description of the Genus Pinus 2: 18–18. 1824.
Etimología
Cupressus es el nombre latino del ciprés que de acuerdo con algunos autores proviene de "Cyprus" (Chipre), de donde es nativo y crece silvestre. 
torulosa: epíteto latino que significa "cilíndricas, pero marcado con hinchazones".
Sinonimia
- Athrotaxis joucadan Carrière
- Cupressus austrotibetica Silba
- Cupressus corneyana Knight & Perry ex Carrière
- Cupressus doniana Hook.f.
- Cupressus duclouxiana subsp. austrotibetica (Silba) Silba
- Cupressus flagelliformis Knight
- Cupressus funebris subsp. tonkinensis (Silba) Silba
- Cupressus gigantea subsp. ludlowii (Silba) Silba
- Cupressus gigantea subsp. tongmaiensis (Silba) Silba
- Cupressus karnaliensis Silba
- Cupressus karnaliensis var. mustangensis Silba
- Cupressus karnaliensis subsp. mustangensis (Silba) Silba
- Cupressus lusitanica subsp. kuluensis Silba
- Cupressus lusitanica subsp. torulosa (D.Don) Silba & D.Z.Fu
- Cupressus majestica Knight
- Cupressus nepalensis Loudon
- Cupressus sempervirens var. indica Parl.
- Cupressus sempervirens subsp. indica (Parl.) Silba
- Cupressus tongmaiensis Silba
- Cupressus tongmaiensis var. ludlowii Silba
- Cupressus tonkinensis Silba
- Cupressus tournefortii Ten.
- Cupressus whitleyana Carrière
- Juniperus gracilis Carrière
- Juniperus pendula Parl.
- Sabina corneyana Antoine
- Thuja curviramea Miq.[4][5]